# Sciapus exarmatus
Sciapus exarmatus är en tvåvingeart som beskrevs av Octave Parent 1933. Sciapus exarmatus ingår i släktet Sciapus och familjen styltflugor.
Artens utbredningsområde är Kongo. Inga underarter finns listade i Catalogue of Life.